# マイクロストリップアンテナ
マイクロストリップアンテナ（英語: microstrip antenna）は、平面アンテナの一種であり、マイクロストリップラインを用いたアンテナのことである。マイクロストリップパッチアンテナ、パッチアンテナとも呼ばれる。

## 種類
- 方形マイクロストリップアンテナ
- 円形マイクロストリップアンテナ

## 概要
マイクロストリップアンテナは，誘電体基板と，その両面に印刷配線された放射素子と地導
体板を構成要素とする平面アンテナである．半導体素子を製造する場合と同様に，フォトリソグラフィ技術を駆使することにより，低コストで同じアンテナを大量に生産することが可
能である．また，半導体素子やマイクロ波素子を放射素子と同一の基板上に配置できること
から，近年，アクティブアンテナやインテグレーテッドアンテナの基本素子として注目を集
めている．
マイクロストリップアンテナの概念が初めて提案されたのは 1950 年代であるが，当初は注
目を集めることはなかった．しかし，1970 年代にロケットのテレメトリーが VHF 帯から Sバンドに移行し，Sバンドで使用可能な高速飛翔体用アンテナの開発が必要になったことを
きっかけとして，マイクロストリップアンテナに対する期待が急速に高まった．以来，広帯
域化，円偏波の励振，非接触な給電構造の実現などを目的として，放射素子の形状，給電技
術，基板構造などに関する研究が広く行われてきた．。